# Witalij Dienisow
Witalij Walerjewicz Dienisow (ros. Виталий Валерьевич Денисов, ur. 27 lutego 1976 w Barnaule) – rosyjski biegacz narciarski, brązowy medalista mistrzostw świata.

## Kariera
Igrzyska olimpijskie w Salt Lake City w 2002 roku były pierwszymi i zarazem ostatnimi w jego karierze. Zajął tam między innymi piąte miejsce w biegu łączonym na 20 km oraz siódme miejsce w biegu na 15 km techniką klasyczną. Ponadto wspólnie z Siergiejem Nowikowem, Michaiłem Iwanowem i Nikołajem Bolszakowem zajął szóste miejsce w sztafecie 4 × 10 km.
W 1999 roku wystartował na mistrzostwach świata w Ramsau, gdzie w swoim najlepszym starcie, w biegu pościgowym 10+15 km zajął 25. miejsce. Swój największym sukces osiągnął podczas mistrzostw świata w Lahti zdobywając brązowy medal w biegu łączonym na 20 km. W biegu tym uległ jedynie zwycięzcy Perowi Elofssonowi ze Szwecji oraz drugiemu na mecie Johannowi Mühleggowi z Hiszpanii. Dwa lata później, na mistrzostwach świata w Val di Fiemme zajął między innymi 9. miejsce w biegu na 15 km techniką klasyczną oraz czwarte miejsce w sztafecie. Na kolejnych mistrzostwach już nie startował.
W 1996 roku wystartował na mistrzostwach świata juniorów w 1996, gdzie zdobył złoty medal w sztafecie, a w biegu na 10 km techniką klasyczną zajął 24. miejsce.
Najlepsze wyniki w Pucharze Świata osiągnął w sezonie 1999/2000, kiedy to zajął 32. miejsce w klasyfikacji generalnej.
W 2003 roku zakończył karierę.

## Osiągnięcia

### Igrzyska olimpijskie
| Miejsce | Dzień     | Rok  | Miejscowość    | Konkurencja             | Czas biegu | Strata  | Zwycięzca                   |
| ------- | --------- | ---- | -------------- | ----------------------- | ---------- | ------- | --------------------------- |
| 7.      | 12 lutego | 2002 | Salt Lake City | 15 km stylem klasycznym | 37:07,4    | +1:10,5 | Andrus Veerpalu             |
| 5.      | 14 lutego | 2002 | Salt Lake City | 2 × 10 km łączony       | 49:48,9    | +9,6    | Thomas Alsgaard Frode Estil |
| 6.      | 17 lutego | 2002 | Salt Lake City | Sztafeta 4 × 10 km      | 1:32:45,5  | +2:04,6 | Norwegia                    |
| 30.     | 19 lutego | 2002 | Salt Lake City | Sprint stylem dowolnym  | 2:56,9     | -       | Tor Arne Hetland            |

### Mistrzostwa świata
| Miejsce | Dzień     | Rok  | Miejscowość   | Konkurencja             | Czas biegu | Strata  | Zwycięzca       |
| ------- | --------- | ---- | ------------- | ----------------------- | ---------- | ------- | --------------- |
| 38.     | 22 lutego | 1999 | Ramsau        | 10 km stylem klasycznym | 24:19,2    | +2:05,5 | Mika Myllylä    |
| 25.     | 23 lutego | 1999 | Ramsau        | 10 km + 15 km pościgowy | 1:05:54,9  | +2:35,5 | Thomas Alsgaard |
| 27.     | 28 lutego | 1999 | Ramsau        | 50 km stylem klasycznym | 24:19,2    | +9:51,7 | Mika Myllylä    |
| 15.     | 15 lutego | 2001 | Lahti         | 15 km stylem klasycznym | 39:26,0    | +1:42,0 | Per Elofsson    |
| 3.      | 17 lutego | 2001 | Lahti         | 2 × 10 km łączony       | 47:15,5    | +34,0   | Per Elofsson    |
| 4.      | 22 lutego | 2001 | Lahti         | Sztafeta 4 × 10 km      | 1:36:42,5  | +1:20,2 | Norwegia        |
| 46.     | 19 lutego | 2003 | Val di Fiemme | 30 km stylem klasycznym | 1:12:29,3  | +7:26,5 | Thomas Alsgaard |
| 9.      | 21 lutego | 2003 | Val di Fiemme | 15 km stylem klasycznym | 35:47,5    | +25,7   | Axel Teichmann  |
| 4.      | 25 lutego | 2003 | Val di Fiemme | Sztafeta 4 × 10 km      | 1:31:56,4  | +27,1   | Norwegia        |

### Mistrzostwa świata juniorów
| Miejsce | Dzień       | Rok  | Miejscowość | Konkurencja             | Wynik     | Strata  | Zwycięzca    |
| ------- | ----------- | ---- | ----------- | ----------------------- | --------- | ------- | ------------ |
| 24.     | 31 stycznia | 1996 | Asiago      | 10 km stylem klasycznym | 27:42,8   | +1:35,5 | Per Elofsson |
| 1.      | 2 lutego    | 1996 | Asiago      | Sztafeta 4 × 10 km      | 1:50:39,4 | -       | -            |

### Puchar Świata

#### Miejsca w klasyfikacji generalnej
- sezon 1997/1998: 72.
- sezon 1998/1999: 47.
- sezon 1999/2000: 32.
- sezon 2000/2001: 34.
- sezon 2001/2002: 37.
- sezon 2002/2003: 38.

#### Miejsca na podium
| Nr | Dzień      | Rok  | Miejscowość   | Konkurencja             | Czas biegu | Pozycja | Strata | Zwycięzca      |
| -- | ---------- | ---- | ------------- | ----------------------- | ---------- | ------- | ------ | -------------- |
| 1. | 8 stycznia | 2002 | Val di Fiemme | 30 km stylem klasycznym | 1:15:01,4  | +0,9    | 2.     | Anders Aukland |